# One Day I'm Going to Soar
One Day I'm Going to Soar è il quarto album in studio del gruppo musicale inglese Dexys, pubblicato nel 2012.

## Tracce
1. Now – 6:47
2. Lost – 3:00
3. Me – 4:17
4. She Got a Wiggle – 4:27
5. You – 3:32
6. I'm Thinking of You – 7:02
7. I'm Always Going to Love You – 5:37
8. Incapable of Love – 5:30
9. Nowhere Is Home – 4:57
10. Free – 3:44
11. It's O.K. John Joe – 7:54

## Formazione
- Kevin Rowland – voce (tutte le tracce)
- Mick Talbot – tastiera, piano, organi (tutte le tracce)
- Pete Williams – basso (tutte le tracce), voce (2, 10)
- Big “Jim” Paterson – trombone (11)
- Neil Hubbard – chitarra (1, 2, 4–6)
- Tim Cansfield – chitarra (3, 7–11)
- Madeleine Hyland – voce (7–8)
- Ralph Salmins – batteria (1, 6)
- Troy Miller – batteria (2, 3, 5, 9–11)
- Ash Soame – batteria (4)
- Geoff Dunn – batteria (7–8)
- Lucy Morgan – viola (1, 2, 4–11)
- Ben Trigg – violoncello (1, 2, 5–11)
- Chris Worsey – violoncello (4)
- Alice Pratley – violino 1 (1, 4, 6–8, 9–11)
- Mardyah Tucker – violino 2 (1, 6)
- Matthew Elston – violino 1 (2, 5)
- Cat Parker – violino 2 (2, 5, 9, 11)
- Oli Langford – violino 2 (4)
- Sali-Wyn Ryan – violino 2 (7, 8, 10)
- Karlos Edwards – percussioni (1, 4, 6)
- Jody Linscott – percussioni (3, 7, 8, 10)
- Kim Chandler – cori (1, 11)
- Vic Bynoe – cori (1, 11), voce (6)
- Suzie Furlonger – voce (4)
- Mark Brown – sassofono (1, 6–8)
- Camilla Pay – arpa (2)
- Quentin Collins – tromba (1)
- Dave Hopkin – tromba (7, 8)
- Gavin Broom – tromba (10)